# Rare

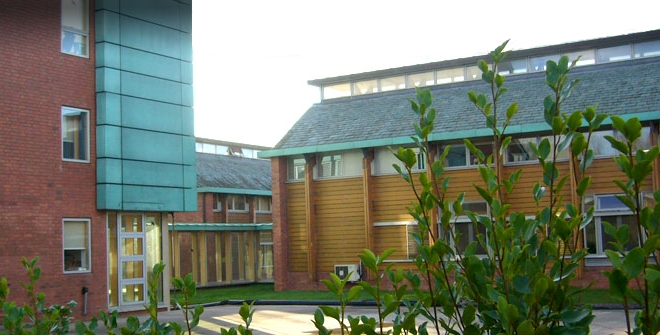
Siedziba Rare w Wielkiej Brytanii.

Rare Ltd. (wcześniej Ultimate Play the Game) – brytyjska firma zajmującą się tworzeniem gier komputerowych. Firmę założyli w 1982 roku bracia Tim i Chris Stamper, przy współpracy Carole Ward (dziewczyny, a później żony Chrisa Stampera) i Johna Latchbury, którego założyciele poznali na uczelni. Chris i John zajmowali się programowaniem, zaś Carole i Tim – grafiką.
Pierwszą grą wyprodukowaną przez firmę był Jetpac, zaprezentowany w maju 1983 i sprzedany w liczbie ponad 300 tysięcy egzemplarzy, co wygenerowało przychody rzędu 1 miliona GBP. Gra napisana była w języku maszynowym, podczas gdy inne firmy pisały gry głównie w języku BASIC; to przekładało się na szybsze działanie programu i lepsze wrażenia z rozgrywki.
Kolejne tytuły wyprodukowane przez firmę to Pssst (czerwiec 1983), Trans Am i Cookie (lipiec 1984). Gry Ultimate były wysoko oceniane przez krytyków – czasopismo „Crash” przyznało Atic Atac ocenę 92%, zaś Jetman oceniony został na 95%. Z uwagi na niewielką liczebność pracowników, przedstawiciele firmy nie udzielali wielu wywiadów, nie podejmowali działań mających na celu wyłączność (np. wydania gry), zaś kopie gier do recenzji wysyłano równocześnie do wszystkich branżowych tytułów prasowych, najczęściej tuż przed premierą. W miarę upływu czasu takie podejście do komunikacji ze światem zewnętrznym stało się działaniem celowym.
Pierwszym tytułem sprzedawanym za wyższą niż przyjęta na rynku cenę 5,50 funta brytyjskiego był Sabre Wulf (9,95 GBP; miało to na celu zniechęcenie do kopiowania, drogiego dość, produktu). Cena ta nie wpłynęła na wysokość sprzedaży Sabre Wulfa i stała się standardową kwotą rynkową dla innych tytułów. Firma wyprodukowała kilka tytułów z izometrycznym widokiem pola akcji – Knight Lore, Alien 8 i Pentagram. Podczas, gdy inne przedsiębiorstwa w branży pracowały nad grami na komputery 16-bitowe, Ultimate śledziła rozwój konsol do gier NES, zyskując dostęp do planów budowy urządzenia celem lepszego go poznania. Przez kilka lat firma była podwykonawcą oddziału produkcji gier firmy Nintendo. W roku 1989 Rare wprowadziła na rynek 17 tytułów dla NES-a (łącznie 41 gier w 4 lata plus konwersje opublikowanych już tytułów dla urządzenia Game Boy), podczas poprzednio produkowano około 5-6 tytułów rocznie. Po wyprodukowaniu konsoli SNES zarówno Nintendo jak i Rare poszukiwali postaci, która mogłaby stać się znakiem rozpoznawczym w epoce większych możliwości technicznych. Wybrano postać z gry Donkey Kong, przedstawiając grę Donkey Kong Country, która przechyliła szalę na stronę Nintendo w rywalizacji z firmą Sega i jej konsolą Mega Drive. Seria Donkey Kong była kontynuowana, przygotowywano również konwersje poszczególnych tytułów na konsolę Game Boy.
Firma pozostała lojalna Nintendo i jej konsolom (Nintendo 64, którego jednak nie uratowały wysoko ocenianie tytuły Rare) do roku 2002, kiedy to Rare została przejęta przez Microsoft.
Po sprzedaży marki Ultimate firmie US Gold nazwę przedsiębiorstwa zmieniono na Rare.